# Municipio 8 Sparta
El municipio 8 Sparta (en inglés: Township 8 Sparta) es un municipio ubicado en el  condado de Edgecombe en el estado estadounidense de Carolina del Norte. En el año 2010 tenía una población de 2.554 habitantes.

## Geografía
El municipio 8 Sparta se encuentra ubicado en las coordenadas 35°47′17.82″N 77°35′31″O / 35.7882833, -77.59194.